# Francisco Gento
Francisco "Paco" Gento López (Guarnizo, 21 de outubro de 1933 — Madri, 18 de janeiro de 2022) foi um futebolista espanhol que atuava como ponta-esquerda. É reconhecido por ser um dos jogadores que mais venceu o título da Liga dos Campeões da UEFA, sendo seis vezes campeão, a frente de Paolo Maldini, Alfredo Di Stéfano e Cristiano Ronaldo. Atualmente, é o segundo maior vencedor da UEFA Champions League (6 conquistas como jogador, juntamente com Luka Modrić, Toni Kroos, Nacho Fernández e Dani Carvajal), atrás apenas de Carlo Ancelotti (que conquistou 5 como treinador e 2 como jogador).

## Carreira

### Real Madrid
Um dos poucos jogadores a conquistar seis vezes a Liga dos Campeões da Europa (1956 até 1960 e 1966). Foi o extrema-esquerda veloz da época áurea do Real Madrid, que além de conquistar os seis títulos europeus, ganhou doze ligas da Espanha, a Copa do Rei e a Eurocopa de 1964. Até 2013, foi o futebolista espanhol com mais títulos oficiais, com 24 conquistas. Seu recorde foi superado por Xavi, quando o mesmo ajudou o Barcelona a conquistou a Supercopa da Espanha de 2013, seu 25.º título oficial.
É considerado um dos jogadores mais rápidos de todos os tempos, pois podia correr cem metros em dez segundos carregando a bola (índice próximo ao de um velocista em uma prova de 100 metros rasos).

## Morte
Gento morreu em 18 de janeiro de 2022, aos 88 anos de idade, em Madrid.

## Títulos
Real Madrid
- La Liga: 1953–54, 1954–55, 1956–57, 1957–58, 1960–61, 1961–62, 1962–63, 1963–64, 1964–65, 1966–67, 1967–68, 1968–69
- Copa del Rey: 1961–62, 1969–70
- Liga dos Campeões da UEFA: 1955–56, 1956–57, 1957–58, 1958–59, 1959–60, 1965–66
- Copa Intercontinental: 1960
- Copa Latina: 1955, 1957
- Pequena Taça do Mundo: 1956

### Prêmios individuais
- Maior Artilheiro da História do Troféu Ramón de Carranza, ao lado de Eusébio
- World Soccer World XI: 1960, 1961, 1962
- Golden Foot Legends Award: 2004
- World Soccer: Os 100 Maiores Futebolistas de Todos os Tempos
- 30.º melhor jogador de futebol do século XX da IFFHS
- IFFHS MEN’S ALL TIME SPAIN DREAM TEAM[3]

### Recordes
- Mais títulos da La Liga: 12
- Mais títulos da Liga dos Campeões da UEFA: 6
- Maior número de finais disputadas da Liga dos Campeões da UEFA: 8 (empatado com Paolo Maldini)